# Gare de Saint-Roch (Somme)
Pour les articles homonymes, voir Gare Saint-Roch.
La gare de Saint-Roch (Somme), également appelée localement gare Saint-Roch, est une gare ferroviaire française de bifurcation, située à proximité du centre de la ville d'Amiens, préfecture du département de la Somme, en région Hauts-de-France. La gare principale de la ville est la gare d'Amiens, qui est surnommée gare du Nord.
Elle est mise en service en 1875 par la Compagnie des chemins de fer du Nord, avant d'être intégrée dans le réseau de la Société nationale des chemins de fer français (SNCF) en 1938.
Cette gare voyageurs est désormais desservie par des trains régionaux du réseau TER Hauts-de-France.

## Situation ferroviaire
Établie à 28 mètres d'altitude, la gare de bifurcation de Saint-Roch (Somme), est située :

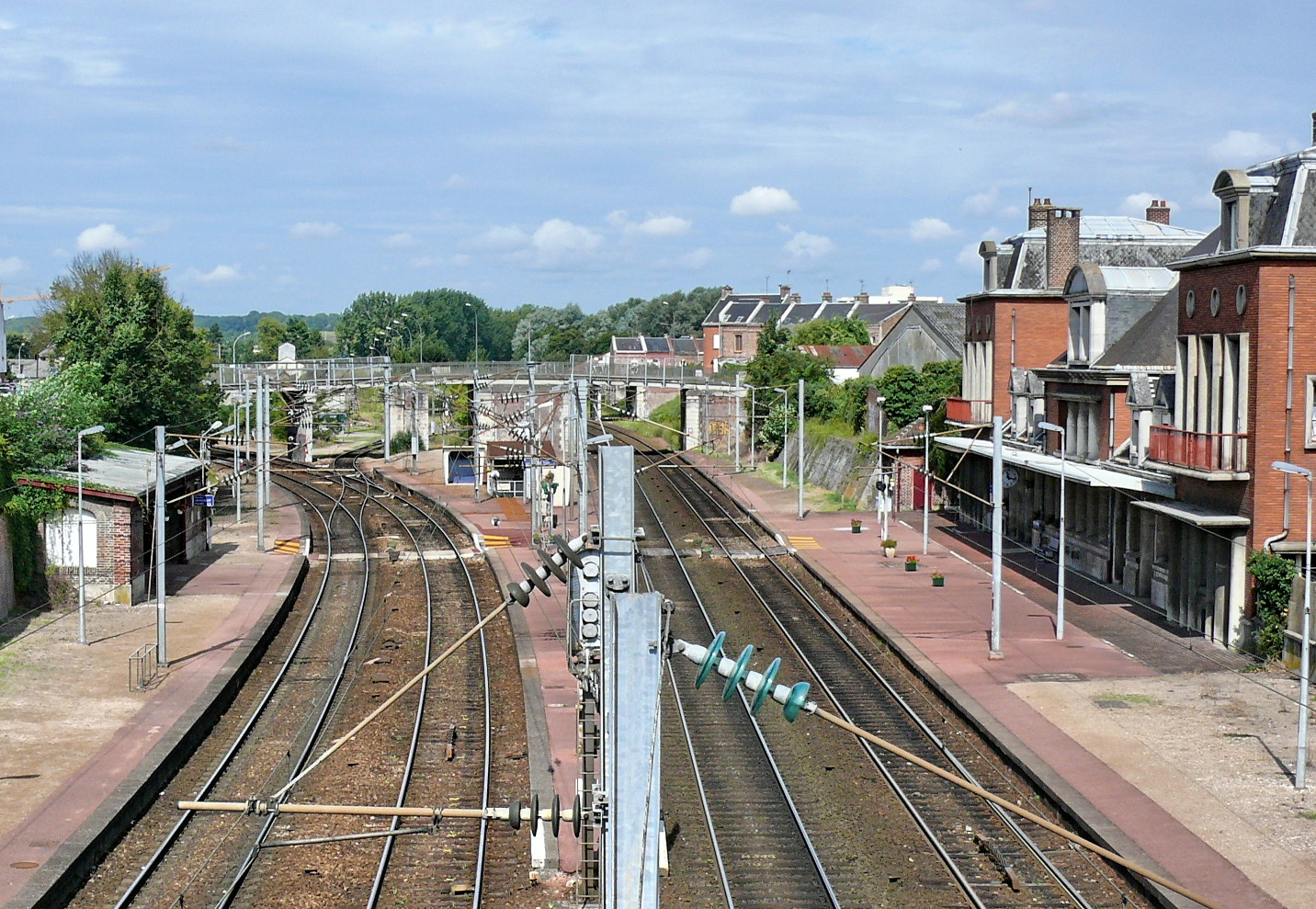
Vue d'ensemble de la gare et de la bifurcation avec, à droite, la double voie de la ligne de Longueau à Boulogne-Ville, et, à gauche, celle de la ligne de Saint-Roch à Darnétal-Bifurcation. Sur les voies de cette dernière, on distingue, au fond, les aiguillages donnant accès à la ligne de Saint-Roch à Frévent, à voie unique.

- au point kilométrique (PK) 132,608[1] de la ligne de Longueau à Boulogne-Ville, entre les gares d'Amiens et de Dreuil-lès-Amiens ;
- au PK 2,045[1], origine des infrastructures de la ligne de Saint-Roch à Darnétal-Bifurcation, avant la gare ouverte aux voyageurs de Namps - Quevauvillers ; s'intercalent les gares fermées de Pont-de-Metz, de Saleux, de Vers et de Bacouel ;
- au même PK[1], également origine des infrastructures de la ligne de Saint-Roch à Frévent (partiellement exploitée en trafic fret), avant la gare de Montières.

La gare fait ainsi partie, avec trois branches (quatre si l'on compte la ligne de Saint-Omer-en-Chaussée à Vers, déclassée) sur huit, du cœur de l'« étoile ferroviaire d'Amiens ».

## Histoire
La section Amiens – Abbeville de la ligne d'Amiens à Boulogne a été mise en service le 15 mars 1847 par la Compagnie du chemin de fer d'Amiens à Boulogne. Cependant, la gare n'a pas été ouverte en même temps, car elle est à son tour mise en service en 1875 (de surcroît plusieurs années après l'ouverture de la ligne d'Amiens à Rouen, quant à elle réalisée le 18 avril 1867 par la Compagnie des chemins de fer du Nord). La création de cette gare (dont la partie destinée aux voyageurs ouvre en fait en 1876, soit un an après la gare marchandises), la deuxième de la ville, répond à l'importante augmentation du trafic ferroviaire, et la nécessité de desservir la caserne Friant.
Les Chemins de fer départementaux de la Somme y avaient aussi le terminus de leur ligne à voie métrique, Amiens – Aumale (avec prolongement jusqu'à Envermeu), de 1891 à 1948. En outre, elle fut desservie par le tramway d'Amiens dont l'exploitation a été interrompue en 1940.
Comme l'ensemble du nœud ferroviaire d'Amiens, la gare a été bombardée pendant les Première et Seconde Guerres mondiales. Son aspect actuel est signé Pierre Dufau, l'architecte en chef de la reconstruction de la ville après le deuxième conflit mondial,,.
Après une quinzaine d'années sans personnel commercial, la gare est à nouveau dotée, en avril 2008, d'un guichet de vente de billets.
En 2009, la gare dispose d'un faisceau de voies (qui permettait autrefois la desserte de la caserne Friant), ouvert en 2012 uniquement aux trains massifs ; ce dernier n'est désormais plus utilisé, car étant en partie déferré et envahi par la végétation.
Depuis le 24 juin 2020, le bâtiment voyageurs, ainsi qu'une partie de son mobilier, sont inscrits au titre des monuments historiques par la préfecture des Hauts-de-France,,.

## Fréquentation
De 2015 à 2023, selon les estimations de la SNCF, la fréquentation annuelle de la gare s'élève aux nombres indiqués dans le tableau ci-dessous.
| Année     | 2015   | 2016   | 2017   | 2018   | 2019   | 2020   | 2021   | 2022   | 2023   |
| --------- | ------ | ------ | ------ | ------ | ------ | ------ | ------ | ------ | ------ |
| Voyageurs | 71 790 | 71 955 | 66 779 | 65 454 | 79 609 | 49 519 | 52 807 | 69 003 | 72 582 |

## Service des voyageurs

### Accueil
Gare de la SNCF, elle dispose d'un bâtiment voyageurs ouvert tous les jours. Elle est notamment équipée d'un automate pour l'achat de titres de transport TER.
La traversée des voies et le passage d'un quai à l'autre s'effectuent par un passage planchéié.

### Desserte
Saint-Roch (Somme) est desservie par des trains TER Hauts-de-France, qui effectuent des missions entre les gares :
- de Calais-Ville et d'Amiens (K21) ;
- de Rouen-Rive-Droite et de Lille-Flandres (K45) ;
- d'Abbeville et d'Amiens, ou d'Albert (P21) ;
- d'Abancourt et d'Amiens (P24) ;
- de Rouen-Rive-Droite et d'Amiens (P45).

### Intermodalité
Un parking est aménagé devant le bâtiment voyageurs. En outre, une station « Vélam » est disponible à proximité.
Des arrêts de bus du réseau urbain « Ametis », Simone Veil Quai [lettre] (desservis par les lignes n2, n4, 7 et 16, ainsi que NAV T), se situent à proximité de l'établissement.
Par ailleurs, la ligne 601 du réseau interurbain de l'Oise, mise en place par la région Hauts-de-France, relie Amiens à Beauvais (en passant par la gare Saint-Roch à certaines heures). De plus, cette gare est desservie par plusieurs lignes du réseau d'autocars « Trans'80 » (également organisé par la région) : 701, 704 et 717.

## Patrimoine ferroviaire
Le bâtiment voyageurs est inscrit monument historique en tant que témoin de la reconstruction d'Amiens après la Seconde Guerre mondiale. Mis en service en 1876, il a été endommagé pendant les deux guerres mondiales, puis reconstruit de 1944 à 1947 par l'architecte Pierre Dufau, qui remplaça les ailes centrales et la salle des pas perdus par une construction entièrement nouvelle de style moderniste, avec des murs largement vitrés employant le béton, la pierre et un revêtement de briques. Les deux pavillons latéraux, restés debout, ont été intégrés à l'édifice avec une nouvelle façade,.

## Galerie de photographies

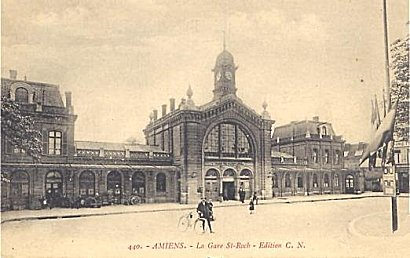
Façade, vers 1900.
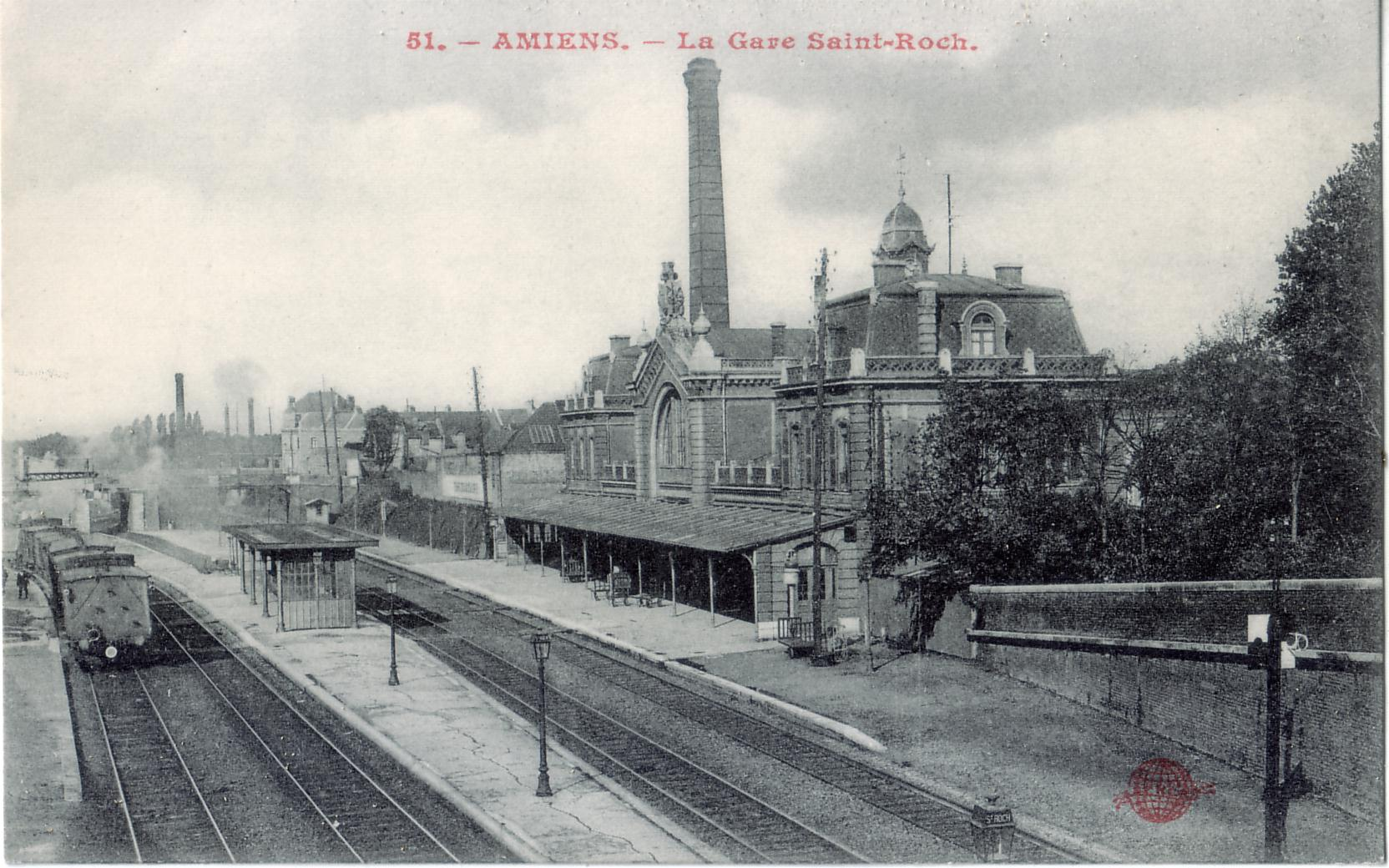
Vue générale, toujours vers 1900.
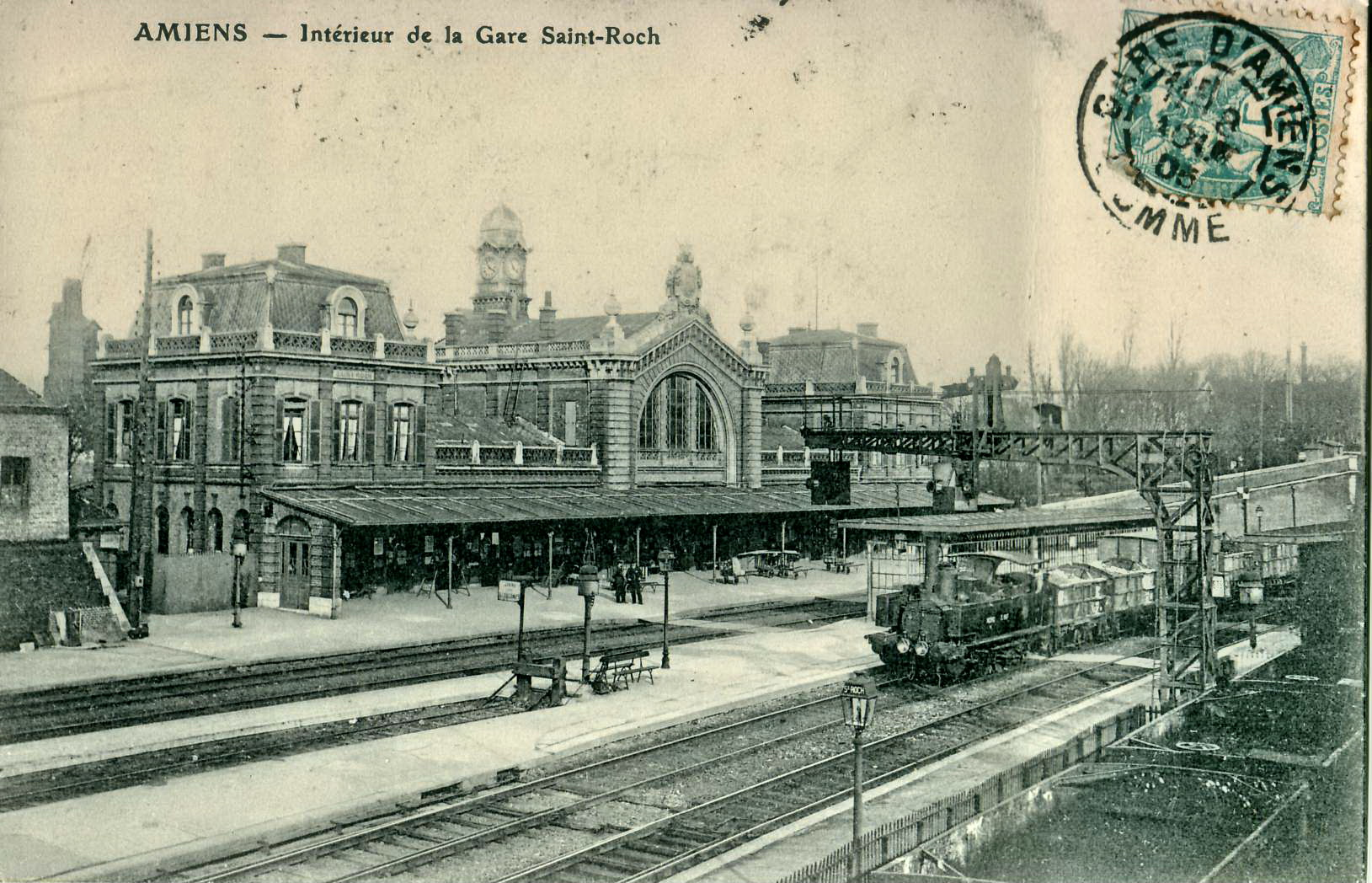
La gare, également avant la Première Guerre mondiale. La voie en impasse, visible sur le quai central, est celle de la ligne d'Aumale des Chemins de fer départementaux de la Somme.
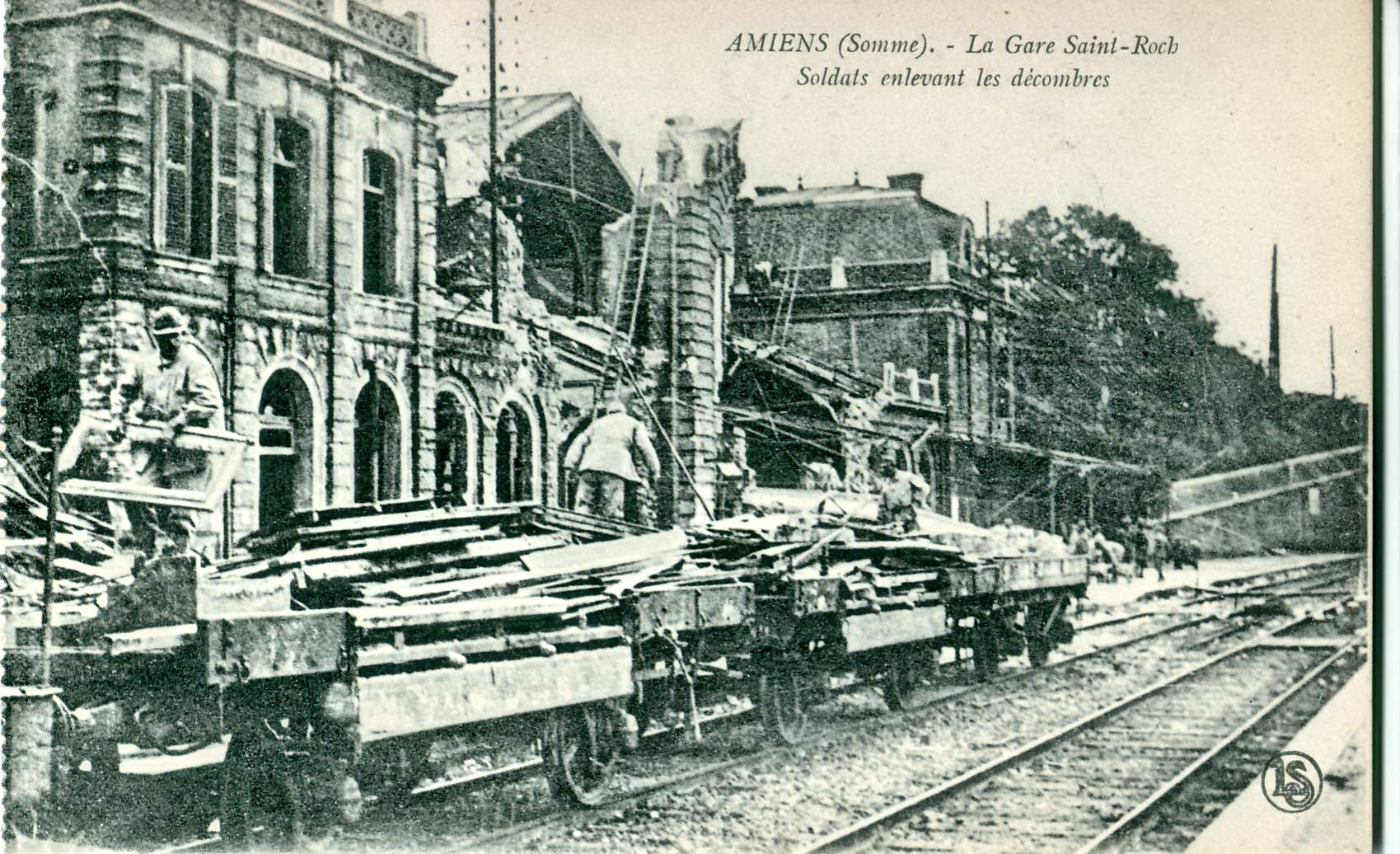
La gare, pendant la Première Guerre mondiale.